# Þórir Hámundsson
Þórir Hámundsson (Thorir, n. 906) fue un vikingo y bóndi de Espihóll, Hrafnagil, Eyjafjarðarsýsla en Islandia. Era hijo de Hámundur heljarskinn Hjörsson. Es un personaje de la saga de Víga-Glúms, y citado en la saga de Njál. Se casó con Þórdís Kadalsdóttir (n. 910) y de esa relación nacieron cuatro hijos: Þórarinn Þórisson, Ingunn Þórisdóttir (n. 940), que sería esposa de Þórður Össursson; Vigdís Þórisdóttir (n. 945), que sería esposa de Sigmundur Þorkelsson (n. 944) en primeras nupcias, y de Þórður Hrafnsson (n. 954) en segundas nupcias; y Þorvaldur Þórisson